# William Stamps Farish III
William Stamps Farish III est un entrepreneur et ancien ambassadeur des États-Unis au Royaume-Uni.

## Biographie
Il entre dans le conseil d'administration de la Zapata Petroleum Company en 1966. Il est également un éleveur de chevaux dans son haras Lane's End Farm.